# Saint Ann's Bay
Saint Ann's Bay ( St Ann's Bay) är en parishhuvudort i Jamaica.   Den ligger i parishen Parish of Saint Ann, i den centrala delen av landet, 60 km nordväst om huvudstaden Kingston. Saint Ann's Bay ligger 14 meter över havet och antalet invånare är 13 671. Den ligger på ön Jamaica.
Terrängen runt Saint Ann's Bay är huvudsakligen kuperad, men åt nordväst är den platt. Havet är nära Saint Ann's Bay åt nordost. Runt Saint Ann's Bay är det ganska tätbefolkat, med 134 invånare per kvadratkilometer. Saint Ann's Bay är det största samhället i trakten. I omgivningarna runt Saint Ann's Bay växer i huvudsak städsegrön lövskog.